# Szklana Huta (Silésie)
Pour les articles homonymes, voir Szklana Huta.
Szklana Huta est une localité polonaise de la gmina de Boronów, située dans le powiat de Lubliniec en voïvodie de Silésie.